# New England Revolution
New England Revolution – amerykański klub piłkarski z Foxborough (Massachusetts), założony 15 czerwca 1995, występujący w Major League Soccer. Nazwa „Revolution” nawiązuje do wkładu regionu Nowej Anglii w rewolucję amerykańską.
„The Revs” swoje mecze rozgrywają na Gillette Stadium.

## Obecny skład
Stan na 6 marca 2021
| Nr | Poz. | Piłkarz          |
| -- | ---- | ---------------- |
| 2  | OB   | Andrew Farrell   |
| 4  | OB   | Henry Kessler    |
| 5  | PO   | Wilfrid Kaptoum  |
| 6  | PO   | Scott Caldwell   |
| 7  | NA   | Gustavo Bou      |
| 8  | PO   | Matt Polster     |
| 9  | NA   | Adam Buksa       |
| 10 | NA   | Teal Bunbury     |
| 11 | PO   | Emmanuel Boateng |
| 12 | NA   | Justin Rennicks  |
| 15 | OB   | Brandon Bye      |
| 17 | NA   | Tajon Buchanan   |

| Nr | Poz. | Piłkarz              |
| -- | ---- | -------------------- |
| 18 | BR   | Brad Knighton        |
| 22 | PO   | Carles Gil (kapitan) |
| 24 | OB   | DeJuan Jones         |
| 26 | NA   | Tommy McNamara       |
| 27 | PO   | Luis Caicedo         |
| 28 | OB   | A.J. DeLaGarza       |
| 30 | BR   | Matt Turner          |
| 32 | OB   | Christian Mafla      |
| 35 | OB   | Collin Verfurth      |
| 36 | BR   | Earl Edwards Jr.     |
| 72 | PO   | Damien Rivera        |
| –  | NA   | Edward Kizza         |